# سيزار فالفيردي فيغا
سيزار فالفيردي فيغا (بالإسبانية: César Valverde Vega)‏ هو كاتب ودبلوماسي ورسام ومحامي كوستاريكي، ولد في 8 مارس 1928 في سان خوسيه في كوستاريكا، وتوفي بنفس المكان في 3 ديسمبر 1998 بسبب التهاب البريتون.